# Ragow (Mittenwalde)
Ragow ist Ortsteil der Stadt Mittenwalde im Landkreis Dahme-Spreewald im Bundesland Brandenburg der Bundesrepublik Deutschland.

## Lage
Ragow liegt vor der südöstlichen Stadtgrenze von Berlin und ist von dort über die Bundesautobahn 113/13 zu erreichen. Die erste Anschlussstelle südlich des Autobahnkreuzes Schönefeld ist nach Ragow benannt. Südlich des Ortes liegt Mittenwalde, nordwestlich grenzt es an Brusendorf und östlich liegt Königs Wusterhausen. Direkt hinter dem Dorf verläuft der Zülowkanal, der unmittelbar vor der Bundesautobahn 13 in den Nottekanal mündet. Die höchste Erhebung ist der 51,1 m hohe Dehlingsberg im Nordosten der Gemarkung.

## Geschichte und Etymologie

### Frühzeit bis 16. Jahrhundert

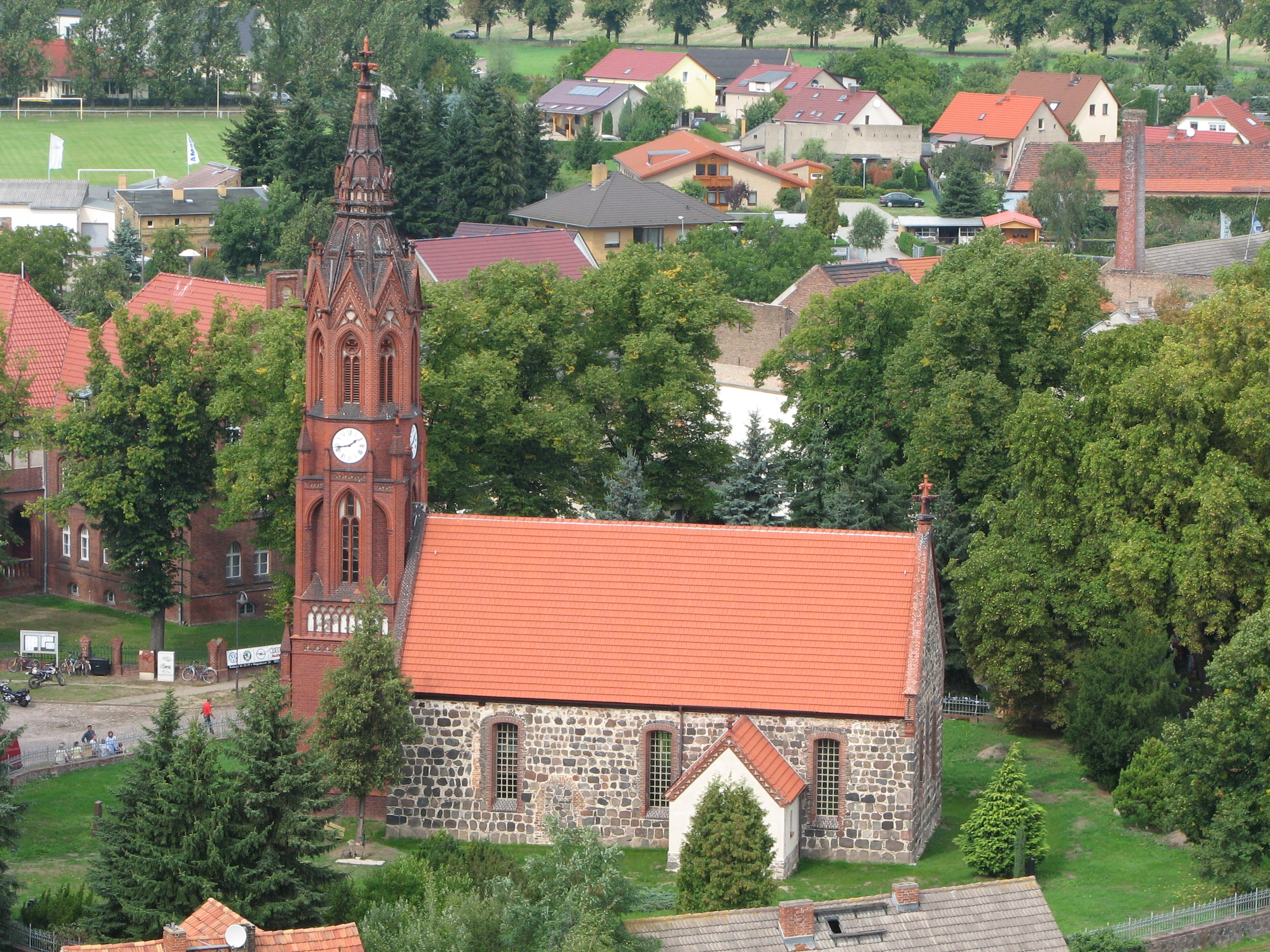
Dorfkirche Ragow aufgenommen beim Dorffest im September 2006

Durch Ausgrabungen konnte belegt werden, dass der Ort schon sehr früh besiedelt worden ist. Der Ort wird als Rogow erstmals 1375 im Landbuch von Kaiser Karl IV. erwähnt. Es gehörte von vor 1450 bereits der Stadt Mittenwalde und war 1450 insgesamt 52 Hufen groß, davon entfielen auf den Pfarrer drei Hufen. Dies ist auch gleichzeitig ein Nachweis für eine Dorfkirche, die im Ort vorhanden gewesen sein muss. Hinzu kam eine Mühle. Der Ort wurde von 16 Köttern besiedelt, die Landwirtschaft betrieben. 1527 könnte Ragow eine Filialkirche von Klein Kienitz gewesen sein. 1542 war der Kaplan aus Mittenwalde zu einer Visitation im Ort; ebenso im Jahr 1544. 1573 erschien erstmals ein Lehnschulzengut, d. h. in Ragow gab es einen Schulzen, der mit seinem Besitz vom Eigentümer (der Stadt Mittenwalde) belehnt worden war. Er hatte vier freie Hufen, für die er keine Abgaben zahlen musste. Die Einwohner mussten Abgaben für den Krug entrichten, den sogenannten Zapfenzins, den Fleischzehnt und Rauchhühner von zwei Köttern abliefern. Die Statistik weist außerdem aus, dass „Mist von der Schmiede und vom Hirtenhaus“ abzuliefern waren. Es gab zwei Vierhufner, neun Dreihufner, einen Krüger sowie 17 Kötter einschließlich des Müllers. In den Akten war außerdem von einer „Meierei beim Dorf“ die Rede, die dem „Rat zu Mittenwalde“ gehörig war. Sie war sechs Hufen groß, davon lagen drei auf der Feldmark Ragow und drei auf der nördlich gelegenen Feldmark Wierigsdorf (nicht zu verwechseln mit dem Ortsteil Wierigsdorf der Stadt Luckau). Die Hufner und Kötter aus Ragow hatten das Recht, 25 Hufen auf der wüsten Feldmark Wierigsdorf zu nutzen. Der dortige Krug war an den Schulzen vermietet.

### 17. Jahrhundert
Im Jahr 1605 gab es im Ort 13 Hufner. Die Anzahl der Kötter war nicht bekannt. Es erschienen zwei freie Güter mit der Schäfereigerechtigkeit. Erneut konnten die Bauern 25 Hufen auf der wüsten Feldmark Wierigsdorf nutzen. Es gab drei Hufner sowie eine Windmühle. Damit mussten die Bauern nicht mehr in ein Nachbardorf fahren, um ihr Mehl mahlen zu lassen. Außerdem erschien erstmals ein Weinberg. Vor dem Dreißigjährigen Krieg lebten 1624 im Ort: 14 Hufner, 17 Kötter sowie der Müller, ein Schmied, ein Hirte, zwei Paar Hausleute sowie der Hirtenknecht. Vier Kötterhöfe lagen allerdings bereits wüst. In der Zeit des Krieges gab es 1645 im Ort zwei Meiereien. 1652 lebten noch der Schulze mit seinen beiden Söhnen, 13 Bauern mit drei Söhnen und acht Knechten sowie Jungen. Hinzu kamen 13 Kötter und vier Söhne. Im Vergleich zu anderen Ortschaften war Ragow demnach weniger stark von den langen Kriegsjahrzehnten betroffen.

### 18. Jahrhundert
Im Jahr 1711 lebten in Ragow 13 Hufner, 14 Kötter, ein Müller, ein Hirte, ein Knecht sowie ein Schmied. Die Gemarkung war 42 Hufen groß und die Bewohner mussten je acht Groschen an Abgaben leisten. 1745 waren es 13 Bauern und 15 Kötter. Die Windmühle sowie der Krug bestanden weiterhin. 1748 gab es zwei Vierhufner sowie elf Dreihufner. Von denen hatten neun Bauern außerdem je zwei, vier weiteren Bauern je eine Pachthufe in Wierigsdorf. Es gab einen Kötter mit einem Dorfhufen, 14 Kötter mit Wörden. Zehn von ihnen haben sieben freie Hufen von der rathäuslichen, mittlerweile wüsten Meierei sowie sieben Hufen von der wüsten Feldmark Wierigsdorf gepachtet. Die Bauern verfügen über die Schäfereigerechtigkeit von bis zu 500 Schafen. 1755 kamen sieben Kolonisten in den Ort, darunter vier Pfälzer. Sie erhielten je anderthalb Hufen auf der wüsten Feldmark Wierigsdorf, um diese wieder urbar zu machen. Anschließend wurde die wüste Feldmark zur Feldmark Ragow gezogen. 1771 bestand Ragow aus 28 Giebeln (=Häuser). Es gab einen Müller, einen Schmied und einen Hirten. Die Gemarkung war nach wie vor 42 Hufen groß, die Abgaben beliefen sich weiterhin auf acht Groschen.

### 19. Jahrhundert

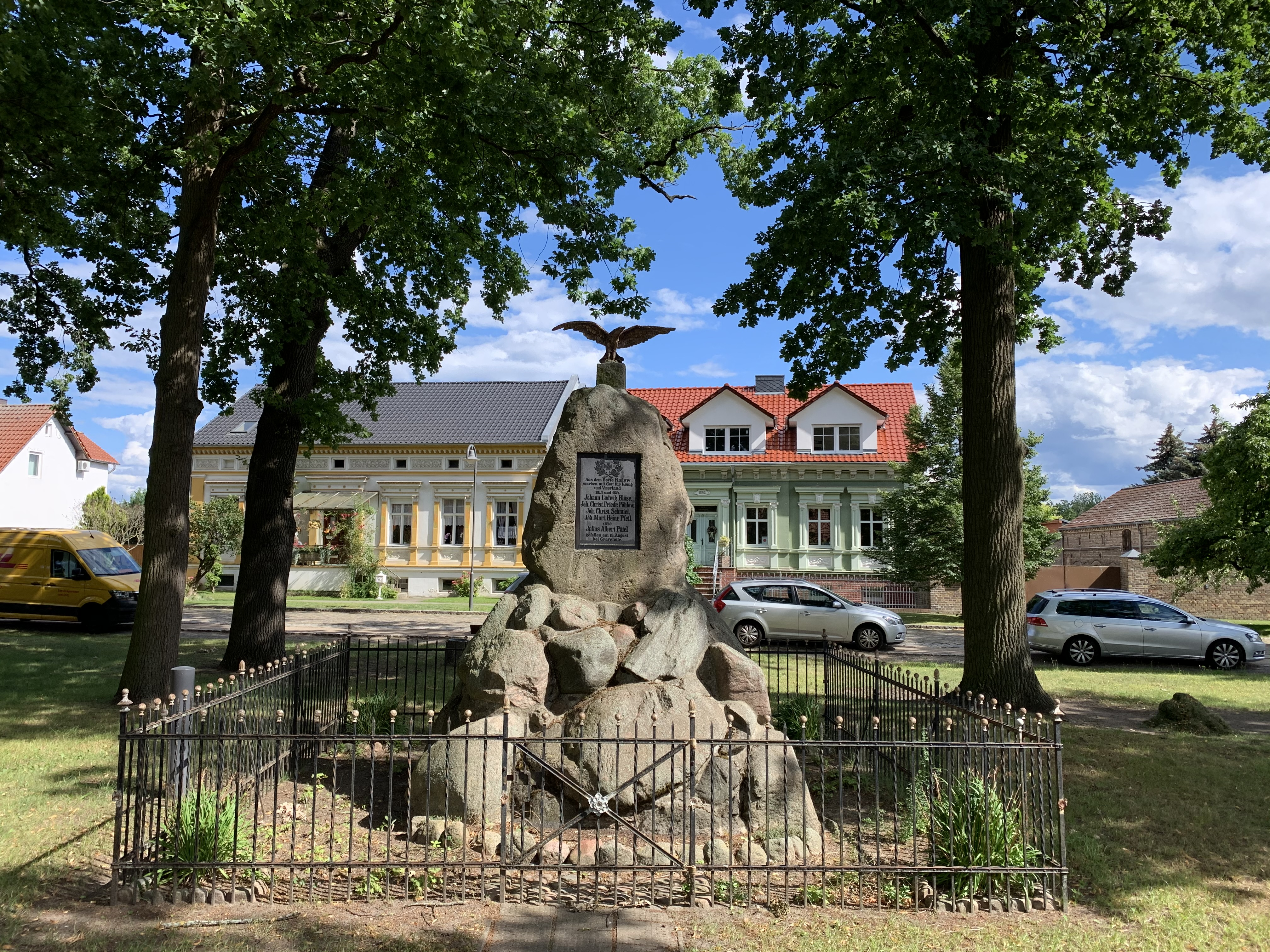
Denkmal an die Befreiungskriege

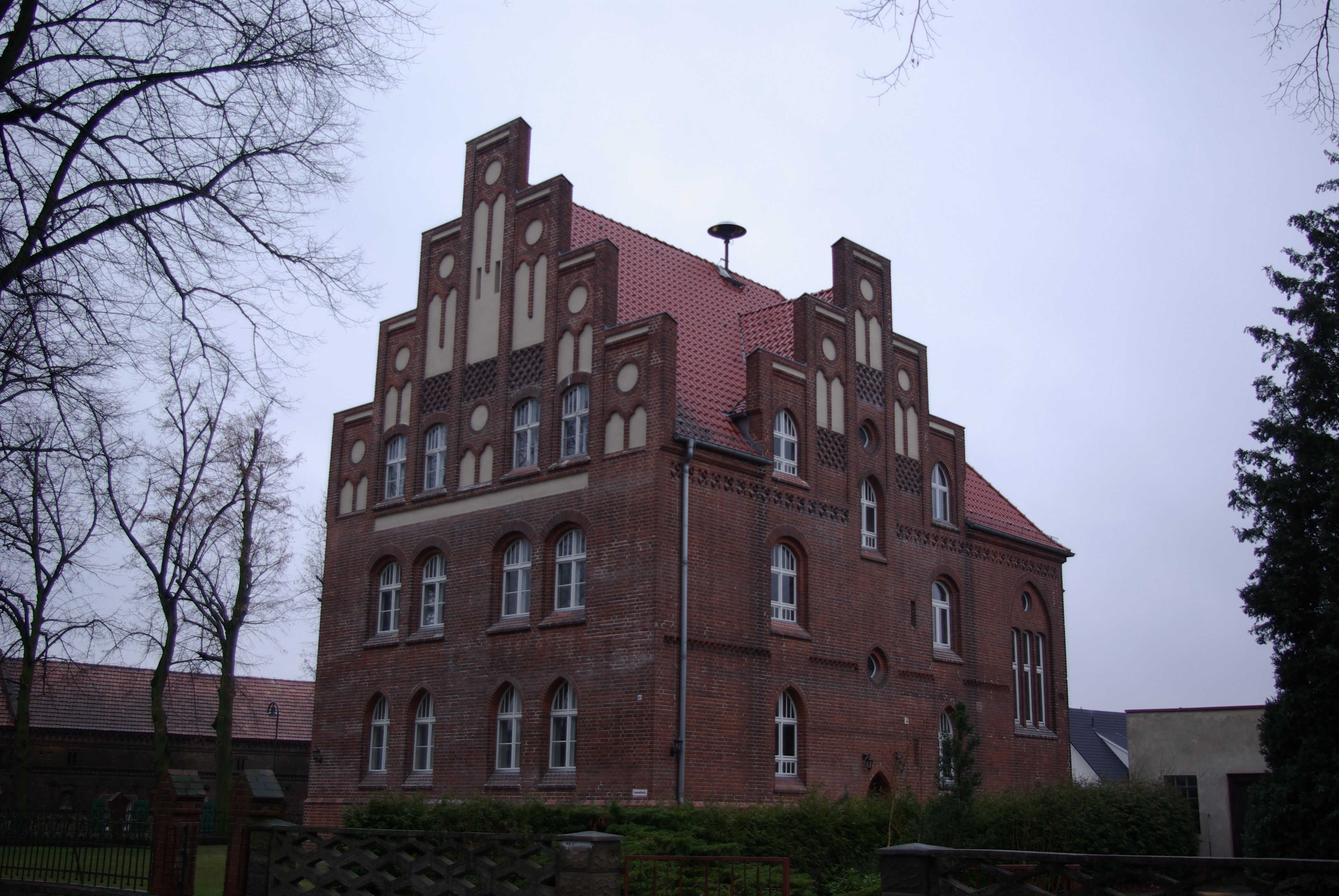
Denkmalgeschützte Dorfschule

1801 lebten im Ort 12 Ganzbauern sowie 14 Ganzkötter, dazu kamen acht Büdner. Es gab eine Schmiede, einen Krug sowie eine Windmühle und 41 Feuerstellen (=Haushalte). 1840 war der Ort auf bereits 40 Wohnhäuser mit Vogelsang angewachsen. Für das Jahr 1858 verzeichnete die Statistik insgesamt 36 Hofeigentümer mit 74 Knechten und Mägden sowie drei Tagelöhnern. Es gab drei nebengewerbliche Landwirte und 24 Arbeiter. In Ragow bestanden insgesamt 39 Besitzungen. Eine hatte eine Größe von 330 Morgen, 33 weitere waren zwischen 30 und 300 Morgen groß (zusammen 4600 Morgen), drei waren zwischen 5 und 30 Morgen groß (zusammen 28 Morgen) sowie zwei weitere unter fünf Morgen, die zusammen vier Morgen groß waren. Erstmals erschien ein Fleischermeister, ein Schneidermeister, zwei Maurergesellen, ein Grobschmiedemeister mit einem Gesellen, sowie ein Händler und vier Arme. 1860 war Ragow auf 43 Wohn- und 99 Wirtschaftsgebäude (darunter die Getreidemühle) angewachsen. Daneben gab es vier öffentliche Gebäude. Die Bewohner bewirtschafteten insgesamt 5032 Morgen, darunter 4632 Morgen Acker, 280 Morgen Wiese und 50 Morgen Gartenland. Weitere 70 Morgen entfielen auf die Gehöfte.

### 20. und 21. Jahrhundert

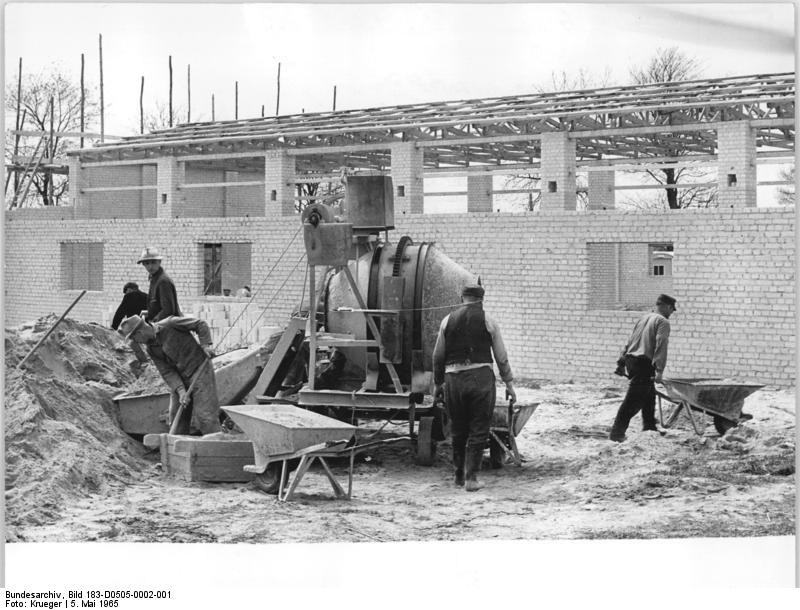
Bau eines Rindermaststalls im Jahr 1965

Im Jahr 1900 gab es in Ragow insgesamt 69 Häuser; die landwirtschaftliche Nutzfläche betrug 1348 Hektar Land. Die Bevölkerung stieg stark an, denn 1931 gab es bereits 94 Wohnhäuser. 1939 bestanden insgesamt 23 land- und forstwirtschaftliche Betriebe, die eine Fläche von 20 bis 100 Hektar bewirtschafteten. Insgesamt 14 Betriebe bewirtschafteten fünf bis zehn Hektar, weitere 17 lediglich 0,5 bis 5 Hektar Land. Nach dem Ende des Zweiten Weltkrieges wurden 77 Hektar enteignet, davon 59 Hektar Wald. Die Flächen wurden auf 22 Altbauern aufgeteilt. 1954 gründete sich eine LPG vom Typ III mit 65 Mitgliedern, die 400 Hektar landwirtschaftliche Nutzfläche bewirtschafteten. Sie wuchs bis 1960 auf 124 Mitglieder an, die nunmehr 763 Hektar bewirtschafteten. Im gleichen Jahr bestand eine LPG Typ I mit 20 Mitgliedern und 146 Hektar Fläche.
Ragow wurde am 26. Oktober 2003 nach Mittenwalde eingemeindet.

## Bevölkerungsentwicklung
| Jahr      | 1734 | 1772 | 1801 | 1817              | 1840              | 1858 | 1895 | 1925 | 1939 | 1946 | 1964 | 1971 |
| Einwohner | 211  | 270  | 257  | 231 mit Vogelsang | 263 mit Vogelsang | 385  | 560  | 633  | 615  | 749  | 581  | 540  |

## Sehenswürdigkeiten und Kultur

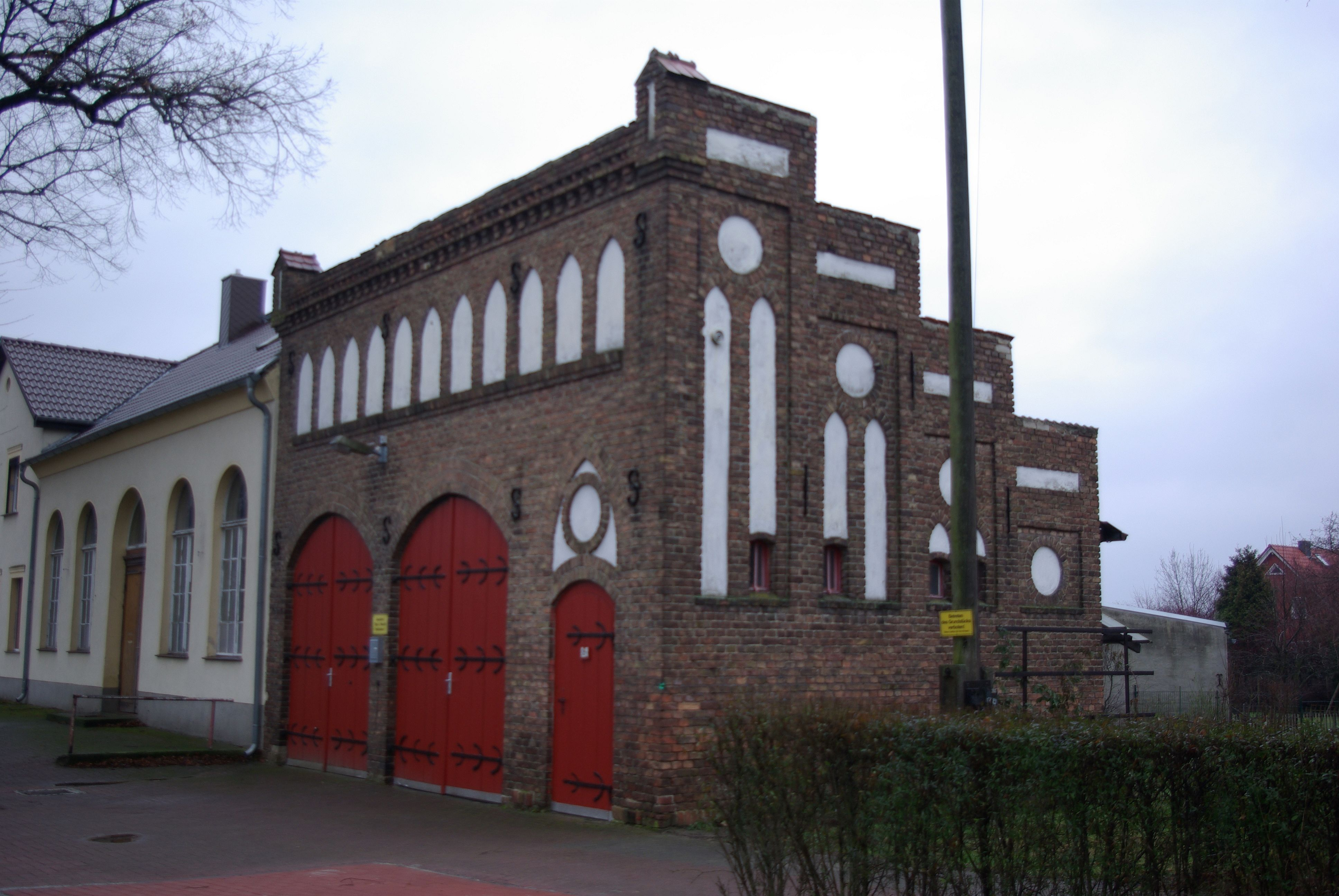
Das Feuerwehrhaus der Freiwilligen Feuerwehr Ragow

- Die Paul-Gerhardt-Kirche ist eine Feldsteinkirche aus dem Jahr 1710, die auf einem Vorgängerbau aus dem 14. Jahrhundert basiert. Sie ist nach dem evangelisch-lutherischen Theologen und Kirchenlieddichter Paul Gerhardt benannt. Experten vermuten, dass er während seines Aufenthaltes in Mittenwalde in der Zeit von 1651 bis 1657 in Ragow predigte.[3] Der neugotische Westturm entstand als Kopie der Kirche im polnischen Troszyn (Mieszkowice). Im Innern befinden sich ein Kanzelaltar aus dem Jahr 1702 sowie eine weitgehend im Originalzustand befindliche Orgel von Wilhelm Sauer aus dem Jahr 1906.
- Die Dorfgemeinschaft Ragow veranstaltet jeweils Anfang September ein Dorffest mit historischem Handwerkermarkt.

## Politik
Ortsvorsteher von Ragow ist Michael Schiballa (CDU).

## Verkehr
- Östlich des Ortes verläuft die Bundesautobahn 13, nördlich der Berliner Ring.
- Der Flughafen Berlin Brandenburg befindet sich 11½km (7mi) nördlich.
- Den öffentlichen Personennahverkehr stellt die Regionale Verkehrsgesellschaft Dahme-Spreewald mbH (RVS) sicher.